# Francisco Castro Gamboa
Francisco Fernando Castro Gamboa, mais conhecido como Fernando Castro (Talagante, 10 de agosto de 1990), é um futebolista chileno que atua como atacante. Atualmente joga pelo América Mineiro.[carece de fontes?]

## Carreira

### Cobreloa
Em 2009, Castro ascendeu no time principal do Cobreloa, depois de jogar quatro anos nas divisões de base do clube.

### Universidad de Chile
Em 11 de agosto de 2010 ele assinou com a Universidad de Chile sem pagamento de multa após deixar o Cobreloa por conta própria, mas depois de reivindicações da ANFP e Cobreloa o jogador não assinou um contrato com a Universidad de Chile, e ele voltou para Cobreloa. Em 18 de agosto, Castro finalmente assinou com a Universidad de Chile, após negociações com Cobreloa, adquirindo os 65% do jogador, em 250 000 dólares. Ele marcou seu primeiro gol com a La U na partida contra o Unión San Felipe, na Copa Chile de 2011.

## Estatísticas
Até 26 de fevereiro de 2012.

### Clubes
| Clube                | Temporada         | Campeonato nacional | Campeonato nacional | Copa nacional[a] | Copa nacional[a] | Competições continentais[b] | Competições continentais[b] | Outros torneios[c] | Outros torneios[c] | Total | Total |
| Clube                | Temporada         | Jogos               | Gols                | Jogos            | Gols             | Jogos                       | Gols                        | Jogos              | Gols               | Jogos | Gols  |
| -------------------- | ----------------- | ------------------- | ------------------- | ---------------- | ---------------- | --------------------------- | --------------------------- | ------------------ | ------------------ | ----- | ----- |
| Cobreloa             | 2009              | 0                   | 0                   | 0                | 0                | —                           | —                           | —                  | —                  | 0     | 0     |
| Cobreloa             | 2010              | 0                   | 0                   | 0                | 0                | —                           | —                           | —                  | —                  | 0     | 0     |
| Cobreloa             | Total             | 0                   | 0                   | 0                | 0                | —                           | —                           | —                  | —                  | 0     | 0     |
| Universidad de Chile | 2010              | 0                   | 0                   | 0                | 0                | 0                           | 0                           | —                  | —                  | 0     | 0     |
| Universidad de Chile | 2011              | 23                  | 8                   | 0                | 0                | 13                          | 2                           | —                  | —                  | 36    | 10    |
| Universidad de Chile | 2012              | 4                   | 0                   | 0                | 0                | 2                           | 0                           | —                  | —                  | 6     | 0     |
| Universidad de Chile | Total             | 27                  | 8                   | 0                | 0                | 2                           | 0                           | —                  | —                  | 42    | 10    |
| Total na carreira    | Total na carreira | 27                  | 8                   | 0                | 0                | 15                          | 2                           | 0                  | 0                  | 42    | 10    |

- a. ^ Jogos da Copa Chile
- b. ^ Jogos da Copa Libertadores e Copa Sul-Americana
- c. ^ Jogos do Jogo amistoso

## Títulos
Universidad de Chile
- Copa Gato: 2011
- Campeonato Chileno (Torneo Apertura): 2011 e 2012
- Campeonato Chileno (Torneo Clausura): 2011
- Copa Sul-Americana: 2011

 Título invicto